# Philippe Jullian
Philippe Jullian (nascido Philippe Simounet, 1919 – 1977) foi um ilustrador, historiador de arte, biógrafo, esteta, romancista e dândi francês.

## Biografia
Jullian nasceu em Bordéus em 1919. Seu avô materno era o historiador Camille Jullian, conhecido por sua obra em vários volumes sobre a região da Gália, sua mãe se casou com um homem chamado Simounet, um veterano de guerra cuja vida terminou na pobreza e cujo nome Philippe rejeitou em favor de seu mais ilustre avô.
Jullian estudou literatura na universidade, mas largou para se dedicar ao desenho e pintura. Em seus últimos anos, residiu na Inglaterra mas regularmente passava os invernos na África. Ele também viajou extensivamente através da Índia e do Egito.

## Obras
Um de seus primeiros trabalhos oficialmente reconhecido foi o rótulo para o famoso vinho de Château Mouton Rothschild em 1945, em memória da vitória da Segunda Guerra Mundial sobre a Alemanha.
As ilustrações dos livros de Jullian são espirituosas, ornamentadas, e muitas vezes grotescas. Ele produziu ilustrações para seus próprios livros, bem como obras de Honoré de Balzac, Colette, Fiódor Dostoiévski, Ronald Firbank, Marcel Proust e Oscar Wilde, entre outros. Seus livros e artigos sobre Art nouveau, Simbolismo e outros movimentos artísticos do fin de siècle ajudaram a trazer um renascimento do interesse no período. Entre eles incluem a biografia de Robert de Montesquiou (1965), Prince of Aesthetes (1967), Esthétes et Magiciens (1969), Les Symbolistes (1973), e The Triumph of Art Nouveau (1974). Em 1975, ele publicou sua autobiografia, La Brocante.
As obras de ficção de Jullian tratam de decadência, sensualidade e temas macabros. Ele explorou os temas do homoerotismo, sadomasoquismo, travestismo e a vida estética. Seu dom para a sátira é evidente tanto na ficção como em La Fuite en Egypte (1968) e em suas obras de sátira social, incluindo Dictionnaire du Snobisme , Les Collectioneurs (1967), e mais notavelmente a sua colaboração com o romancista britânico Angus Wilson, For Whom the Cloche Tolls: A Scrap-Book of the Twenties (1953), que ele também ilustrou.
Outros livros incluem Montmartre (1977) e Les Orientalistes (1977), obras de história da arte e biografias de Eduardo VII (1962), Wilde (1967), Gabriele d'Annunzio (1971), Jean Lorrain (1974), Violet Trefusis (1976), e Sarah Bernhardt.
O jornal de Jullian, Le journal 1940-1950 (publicado em 2009) documenta suas experiências e as respostas para a ocupação da França pela Alemanha nazista. Em 22 de março de 1944, ele escreveu:
| “ | Os 20 dias que passei no país foram bastante agradáveis, e não tenho prazer em voltar para Paris. Sentem-se terrivelmente cansados de se sentirem irritados o tempo todo. O clima é tenso com ataques, e o medo de embarques para a Alemanha. Um período incerto, covarde para aqueles que não são heróis. | ” |

## Morte
Jullian cometeu suicídio em 1977.